# Carlos Laguna Asensi
Carlos Laguna Asensi (Melilla, 10 de maig de 1953) és un periodista i polític espanyol, diputat a les Corts Valencianes durant la II Legislatura.

## Biografia
Començà a treballar el 1973 com a corrector del diari Mediterráneo de Castelló, del qual en seria redactor el 1975 i on hi va fundar la secció sindical de la UGT. És membre de la Unió de Periodistes del Pais Valencià. De 1978 a 1981 fou gerent del Club Esportiu Castelló.
Fins a 1979 va militar en el PSOE, però deixà el partit per a fundar en 1982 la secció castellonenca del Centre Democràtic i Social, del qual en fou tercer candidat al Congrés dels Diputats a les eleccions generals espanyoles de 1982, sense ser escollit. Fou secretari provincial del CDS fins a 1985 i fou elegit diputat a les eleccions a les Corts Valencianes de 1987. Ha estat vocal, entre d'altres, de la Comissió d'Investigació sobre adjudicació de les emissores de Freqüència Modulada de les Corts Valencianes i Cap de Negociat de Relacions Informatives als Serveis Territorials de la Conselleria de Cultura, Educació i Ciència a Castelló fins a 1999. Posteriorment ha estat president de COCEMFE a Castelló i vicepresident al País Valencià, i vicepresident del Comitè Espanyol de Representants de Persones amb Discapacitat (CERMI).